# Адолф Шимперски
Адолф Шимперски (5. август 1909. — 15. фебруар 1964) бивши је чешки фудбалер који је углавном играо за Славију из Прага.
Одиграо је десет утакмица за репрезентацију Чехословачке и био је учесник Светског првенства у фудбалу 1934.